# جيف هاتشينز
جيف هاتشينز هو لاعب هوكي الجليد كندي، ولد في 23 أبريل 1978 في تورونتو في كندا.

## وصلات خارجية
- جيف هاتشينز على موقع دوري الهوكي الوطني (الإنجليزية)
- جيف هاتشينز على موقع EliteProspects.com (الإنجليزية)